# Rattus timorensis
Rattus timorensis là một loài động vật có vú trong họ Chuột, bộ Gặm nhấm. Loài này được Kitchener, Aplin, & Boeadi miêu tả năm 1991.